# تانيا سوفتيتش
تانيا سوفتيتش هي فنانة تشكيلية بوسنية أمريكية ومعلمة فنون تعمل في وسائط الرسم والطباعة والرسم والتصوير الفوتوغرافي. وهي أيضاً أستاذة وممارسة الفن في قسم الفن وتاريخ الفن في جامعة ريتشموند.

## روابط خارجية
- موقع تانيا سوفتيتش
- جامعة ريتشموند قسم الفن وتاريخ الفن
- كتالوج الصمت Photoessay